# Hypophosphite de sodium
L'hypophosphite de sodium ou phosphinate de sodium, NaPO2H2, est le sel de sodium de l'acide hypophosphoreux et est souvent rencontré sous forme mono-hydratée, NaPO2H2.H2O. C'est un solide à la température ambiante apparaissant sous forme de cristaux blancs, il est sans odeur et soluble dans l'eau. Il absorbe facilement l'humidité de l'air.
Il est obtenu à partir de la réaction du phosphore avec de la soude caustique et de la chaux.[réf. souhaitée]
L'hypophosphite de sodium doit être conservé dans un endroit frais et loin de toutes substances oxydantes, il se décompose en phosphine, un gaz toxique et en hydrogénophosphate de sodium.
2 NaH2PO2 → PH3 + Na2HPO4

## Utilisation
L'hypophosphite de sodium est utilisé principalement dans le nickelage électrolytique (Ni-P) qui consiste en un dépôt électrolytique de solutions aqueuses de différents sels sur un matériau pour en améliorer ses diverses qualités.
Celui-ci est capable de réduire les ions nickel présents en solution en nickel métallique.
Il est également utilisé comme agent de blanchiment ainsi que comme catalyseurs dans l'industrie de la fibre de verre.